# U R the One
«U R the One» (siglas en inglés de You Are the One) es un sencillo del álbum D12 World de la banda de hip hop D12, lanzado en 2005. Es uno de los pocos sencillos del grupo en que no incluyen a Eminem, después de 911. Es la séptima canción de este álbum, y el quinto y último sencillo de este.

## Video musical
En el principio se ve a Bizarre en un inodoro fuera de su casa, leyendo un diario, donde se ven titulares de que Bubbles (el chimpancé de Michael Jackson) fue arrestado y de que Eminem está perdido (por su no participación en la canción), además de hacer imitaciones de él. El video se centra en la letra de la canción, se muestra el sex appeal de cada uno de los miembros (como en el tema de Eminem Superman), y trata sobre mujeres peleando por ellos, a quienes les dicen U R the One (tu eres la única) burlándose de esto, y diciendo que sin "el blanquito" (Eminem) tienen todo lo que desean.